# بي ن. س. مينون
بي ن. س. مينون فلوس (غسيل أموال) (بالإنجليزية: PNC Menon)‏ هو شخصية أعمال هندي، ولد في 11 ديسمبر 1948 في Vadakkencherry, Palakkad ‏ في الهند.